# John Crichton-Stuart (5e marquis de Bute)
Pour les articles homonymes, voir John Crichton-Stuart.
John Crichton-Stuart, 5e marquis de Bute (4 août 1907 - 14 août 1956) est le fils de John Crichton-Stuart, 4e marquis de Bute, et d'Augusta Bellingham.

## Mariage et enfants
Le 26 avril 1932, il épouse Eileen Beatrice Forbes (1912-1993), fille de Bernard Forbes, 8e comte de Granard et de sa femme Beatrice Mills Forbes (en), une mondaine américaine qui est la fille d'Ogden Mills (en). Ils ont quatre enfants :
1. John Crichton-Stuart (6e marquis de Bute) (27 février 1933 - 22 juillet 1993) ;
2. David Crichton-Stuart (27 février 1933 – 1977) ;
3. James Crichton-Stuart (17 septembre 1935 - 5 décembre 1982). Il épouse et divorce du mannequin Sarah Frances Croker-Poole, qui épouse plus tard le chef religieux musulman Aga Khan IV, se convertit à l'Islam, prend le nom de Salimah Aga Khan (en) et est la mère de trois enfants de l'Aga Khan, dont son héritier, Rahim Aga Khan ;
4. Caroline Moira Fiona Crichton-Stuart (née le 7 janvier 1941).

## Intérêts
Le marquis est un ornithologue expert et en 1931, il achète les îles de Saint-Kilda pour les préserver en tant que sanctuaire d'oiseaux, les laissant au National Trust for Scotland en 1956 .
En 1953, le Fonds de la marquise de Bute et de lady St David est créé pour encourager et soutenir les femmes à suivre une formation d'infirmières et de sages-femmes dans le sud du Pays de Galles .